# Callistege ochrea
Callistege ochrea là một loài bướm đêm trong họ Erebidae.